# Антонов, Александр Антонович
Алекса́ндр Анто́нович Анто́нов (10 [23] октября 1915, Средний Бурлук, Харьковская губерния — 1 сентября 1997, Минск) — участник Великой Отечественной войны, командир стрелкового батальона 646-го стрелкового полка 152-й стрелковой дивизии 28-й армии 1-го Украинского фронта, Герой Советского Союза (27.06.1945), майор.

## Биография
Родился 10 (23) октября 1915 года в селе Картавовка, ныне село Средний Бурлук Великобурлукского района Харьковской области Украины, в крестьянской семье. Украинец. Образование среднее. Работал бригадиром в колхозе «Верный путь».
В Красной Армии с осени 1936 года. В 1939 году стал членом ВКП(б)/КПСС. Участник Великой Отечественной войны с июня 1941 года. Принимал участие в оборонительных боях 1941—1942 годов, освобождении Украины, Белоруссии, форсировании Днепра, штурме Кенигсберга.
Командир стрелкового батальона 646-го стрелкового полка (152-я стрелковая дивизия, 28-я армия, 1-й Украинский фронт) майор Александр Антонов с боями дошёл до столицы фашистской Германии — города Берлина, где с 28 апреля по 2 мая 1945 года его батальон вместе с другими подразделениями дивизии участвовал в расчленении и уничтожении группировки фашистских войск на южных подступах к городу, нанеся противнику большой урон.
Указом Президиума Верховного Совета СССР от 27 июня 1945 года за образцовое выполнение боевых заданий командования на фронте борьбы с немецко-фашистскими захватчиками и проявленные при этом мужество и героизм, майору Антонову Александру Антоновичу присвоено звание Героя Советского Союза с вручением ордена Ленина и медали «Золотая Звезда» (№ 6130).
После войны А. А. Антонов — в запасе по состоянию здоровья. Жил и работал в родном селе, затем работал председателем Березовского городского комитета ДОСААФ в Брестской области Белоруссии. Затем переехал в столицу Белоруссии — город-герой Минск. Принимал участие в военно-патриотическом воспитании молодежи. Скончался 1 сентября 1997 года. Похоронен в Минске на Восточном («Московском») кладбище (участок № 27).

## Награды
- Медаль «Золотая Звезда» Героя Советского Союза (№ 6130 от 27.06.1945)
- Два ордена Ленина (22.02.1944; 27.06.1945)
- Орден Красного Знамени (11.07.1944)
- Орден Кутузова III степени (№ 1722 от 31.03.1945)
- Орден Александра Невского (№ 20175 от 2.02.1945)
- Орден Отечественной войны I степени (6.04.1985)
- Орден Отечественной войны II степени (4.03.1943)
- Медали, в том числе:
  - Медаль «За победу над Германией в Великой Отечественной войне 1941—1945 гг.»
  - Юбилейная медаль «Двадцать лет Победы в Великой Отечественной войне 1941—1945 гг.»
  - Юбилейная медаль «Тридцать лет Победы в Великой Отечественной войне 1941—1945 гг.»
  - Юбилейная медаль «Сорок лет Победы в Великой Отечественной войне 1941—1945 гг.»